# العلاقات الروسية الكونغوية
العلاقات الكونغوية الروسية هي العلاقات الثنائية التي تجمع بين جمهورية الكونغو وروسيا.

## مقارنة بين البلدين
هذه مقارنة عامة ومرجعية للدولتين:
| وجه المقارنة                                              | [[تصنيف:صفحات تستخدم رمز علم غير موجود\|]] جمهورية الكونغو | روسيا                                   |
| --------------------------------------------------------- | ---------------------------------------------------------- | --------------------------------------- |
| المساحة (كم2)                                             | 342.00 ألف                                                 | 17.08 مليون                             |
| عدد السكان (نسمة)                                         | 5.26 مليون                                                 | 146.80 مليون                            |
| الكثافة السكانية (ن./كم²)                                 | 15.38                                                      | 8.59                                    |
| العاصمة                                                   | برازافيل                                                   | موسكو                                   |
| اللغة الرسمية                                             | لغة فرنسية                                                 | اللغة الروسية                           |
| العملة                                                    | فرنك وسط أفريقي                                            | روبل روسي                               |
| الناتج المحلي الإجمالي (بليون دولار)                      | 8.72 مليار                                                 | 1.58 تريليون                            |
| الناتج المحلي الإجمالي (تعادل القوة الشرائية) بليون دولار | 29.48 مليار                                                | 3.69 تريليون                            |
| الناتج المحلي الإجمالي الاسمي للفرد دولار أمريكي          | 1.85 ألف                                                   | 9.09 ألف                                |
| الناتج المحلي الإجمالي للفرد دولار أمريكي                 |                                                            |                                         |
| مؤشر التنمية البشرية                                      | 0.591                                                      | 0.798                                   |
| رمز المكالمات الدولي                                      | +242                                                       | +7                                      |
| رمز الإنترنت                                              | .cg                                                        | .ru، .рф، .рус ‏، .su                    |
| المنطقة الزمنية                                           | ت ع م+01:00                                                | Magadan Time ‏، ت ع م+02:00، ت ع م+12:00 |

## منظمات دولية مشتركة
يشترك البلدان في عضوية مجموعة من المنظمات الدولية، منها:
| علم المنظمة | اسم المنظمة                        | تاريخ انضمام جمهورية الكونغو | تاريخ انضمام روسيا |
| ----------- | ---------------------------------- | ---------------------------- | ------------------ |
|             | مؤسسة التنمية الدولية              | 8 نوفمبر 1963                | 16 يونيو 1992      |
|             | يونسكو                             | 24 أكتوبر 1960               | 21 أبريل 1954      |
|             | مؤسسة التمويل الدولية              | 1 أكتوبر 1980                | 12 أبريل 1993      |
|             | منظمة حظر الأسلحة الكيميائية       | ?                            | ?                  |
|             | الأمم المتحدة                      | 20 سبتمبر 1960               | 24 أكتوبر 1945     |
|             | منظمة الشرطة الجنائية الدولية      | ?                            | 27 سبتمبر 1990     |
|             | البنك الدولي للإنشاء والتعمير      | 10 يوليو 1963                | 16 يونيو 1992      |
|             | وكالة ضمان الاستثمار متعدد الأطراف | 16 أكتوبر 1991               | 29 ديسمبر 1992     |
|             | منظمة التجارة العالمية             | ?                            | 22 أغسطس 2012      |
|             | الفريق المعني برصد الأرض           | ?                            | ?                  |

## وصلات خارجية
- موقع وزارة الخارجية الروسية